# 明福
明福（穆麟德轉寫：mingfu，？—？），清朝官員，蒙古正黃旗人。乾隆十三年（1748年）戊辰繙譯科進士。

## 任職履歷
- 乾隆十三年（1748年），繙譯科進士。
- 乾隆二十七年（1762年）閏五月，由廣州將軍授任浙江乍浦副都統。
- 廣德州知州[1]
- 乾隆二十八年十二月十二日（1764年1月14日），改任福州將軍。
- 乾隆三十三年正月十七日（1768年3月5日），改任盛京將軍；十二月十三日（1769年1月20日），召京。
- 乾隆三十四年正月初七日（1769年2月13日），解、勘。